# Károly Kerekes
Károly Kerekes (n. 14 decembrie 1947, Târgu Mureș) este un fost deputat român ales în județul Mureș pe listele partidului UDMR
în legislaturile 1990-1992, 1992-1996, 1996-2000,  2000-2004, 2004-2008, 2008-2012, 2012-2016. În februarie 2015, Kerekes a fost condamnat definitiv de instanța supremă la 1 an și șase luni de închisoare cu suspendare pentru conflict de interese, după ce și-a angajat soția și fiul în biroul parlamentar. Károly Kerekes a absolvit Facultatea de Drept Cluj-Napoca, Universitatea Babeș-Bolyai. 
În cadrul activității sale parlamentare, Károly Kerekes a fost membru în următoarele grupuri parlamentare de prietenie: 
- în legislatura 1990-1992: Statul Israel, Republica Italiană, Australia, Ungaria, Regatul Spaniei;
- în legislatura 1996-2000: Republica Cipru, Republica Lituania;
- în legislatura 2000-2004: Republica Algeriană Democratică și Populară, Statul Israel, Regatul Suediei;
- în legislatura 2004-2008: Republica Austria, Islanda, Republica Islamică Iran, Statele Unite Mexicane;
- în legislatura 2008-2012: Republica Estonia, Republica Franceză-Adunarea Națională, Republica Italiană, Republica Arabă Egipt;
- în legislatura 2012-2016:  Republica Franceză-Adunarea Națională, Republica Italiană.